# ACE Motor Corporation
Pour les articles homonymes, voir ACE.

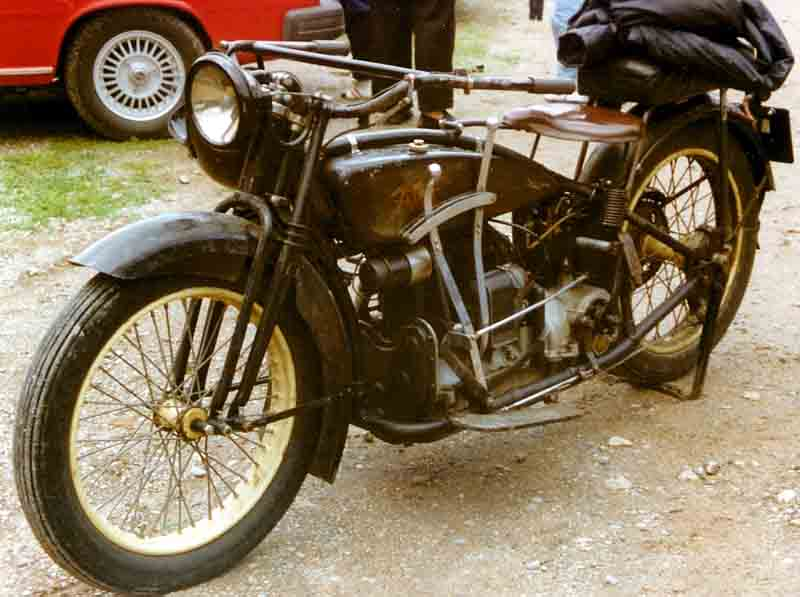
Une moto ACE

ACE Motor Corporation (aussi connue sous le nom de ACE) était un constructeur de motocyclettes américain.
La compagnie a été en activité continue de 1919 à 1924 et de façon intermittente par la suite jusqu'en 1927.

## Historique
En 1917, William Bill Henderson vendit les plans de sa moto à la firme Schwinn de Chicago.
En 1919, il fonda la firme ACE Motor Corporation à Philadelphie. Il y réalisa une quatre cylindres en ligne de 20 à 25 chevaux.
En 1927, ACE qui était en difficulté fut repris par Indian qui transféra la fabrication à Springfield. À partir de 1929, les ACE seront rebaptisées Indian Four.